# Charles II de Mantoue
Charles II Gonzague, duc de Mantoue, membre de la Maison de Gonzague-Nevers, en italien Carlo II Gonzaga (né le 31 octobre 1629 à Mantoue et mort le 14 août 1665 dans la même ville) était un prince franco-italien du XVIIe siècle, parmi les plus titrés de son époque.

## Titres de noblesse
Avec cinq titres de duc, il fut un prince merveilleusement doté :
- duc de Mayenne à la mort, en 1632, de son oncle Ferdinand de Gonzague-Mayenne (Charles IV)

et, à la mort de son grand-père Charles Ier  en 1637 :
- duc de Mantoue (région de Lombardie en Italie) (Charles II)
- duc de Montferrat (région du Piémont) (Charles II)
- duc de Nevers (Charles IV)
- duc de Rethel (Charles V)
- 2e prince d'Arches, comte de Rodigo et Rivalta, comte de Villars, comte de Tende et marquis de Sommerive.
- 3e prince de Senonches et de Brezolles

## Biographie
Charles, fils unique de Charles II de Gonzague-Nevers-Mantoue et de Marie de Gonzague-Mantoue, a 8 ans lorsqu'il succède à son grand-père Charles Ier mort en 1637. Son père étant mort en 1631, c'est sa mère qui va assurer la régence jusqu'en 1647, année des 18 ans de Charles.

## La régence
Elle adopte une politique sociale honnête et se fait aimer du peuple en réduisant les taxes. 
Marie abandonne rapidement la politique pro-française de son beau-père, pour se rapprocher de l’Empire, beaucoup plus présent en Italie du nord. Pour consacrer les liens avec les Habsbourg, elle organise les fiançailles de son fils Charles avec la nièce du défunt empereur Ferdinand II, Isabelle-Claire d'Autriche, et celles de sa fille Éléonore de Gonzague-Mantoue avec l'empereur Ferdinand III de Habsbourg lui-même, déchaînant ainsi la colère du roi de France, Louis XIV, qui voyait là son ennemi de la guerre de Trente Ans prendre le pas sur la noblesse française. Marie de Mantoue met fin à la régence en 1647, son fils ayant atteint l'âge de 18 ans.

## Le duché de Mayenne
Après la mort de Charles II de Nevers-Mantoue et de Ferdinand de Mayenne, le Duché de Mayenne fut l'objet de compétitions. Louise-Marie de Gonzague et Anne de Gonzague s'appuyant sur ce que leur neveu, Charles était étranger au Royaume de France, alléguaient qu'il ne pouvait posséder légalement celle seigneurie, et la réclamèrent pour elles-mêmes, par droit d'aubaine. La question ne fut pas immédiatement tranchée : un arrêt leur en accorda provisoirement la jouissance, qu'elles conservèrent jusqu'en 1645. A celle époque, le roi évoqua l'affaire et adjugea définitivement Mayenne à Charles. Quelques années plus tard, le prince, pressé par d'impérieux besoins d'argent, vendit pour sept cent cinquante-six mille livres la terre de Mayenne au cardinal Jules Mazarin, par contrat devant Saint-Wast et Le Fouyn, notaires au Châtelet de Paris, du 30 mai 1654.

## Un duché en crise
Dès le début effectif de son règne, en 1647, Charles II se retrouve confronté aux pires ennuis. Mantoue doit faire face à une terrible disette provoquée par les inondations du Mincio dont les eaux, grossies par le Pô, submergent la campagne mantouane et mettent hors d'usage tous les moulins.

La capitale du duché de Montferrat, Casal, est un sujet de préoccupation pour Charles car, à la suite du traité de Westphalie de 1648, cette citadelle est occupée par les troupes françaises. Charles, fort des nouveaux liens de parenté tissés avec la maison impériale des Habsbourg, organise une expédition contre Casal pour en chasser les Français, aidé en cela par les troupes espagnoles. Charles justifie cette action auprès de Louis XIV par la simple volonté de retrouver sa capitale et garantit au souverain français que la cité resterait dans le giron mantouan.

Conformément aux dispositions qu'a prises sa mère, Charles épouse le 7 novembre 1649, l'archiduchesse Isabelle-Claire d'Autriche (1629-1685), fille de l'archiduc Léopold V, oncle de Ferdinand III et comte du Tyrol, et de Claude de Médicis, princesse de Toscane et cousine germaine de la reine Marie de Médicis. Ils n'ont qu'un seul enfant :
- Charles Ferdinand (1652-1708) qui succède à son père comme 10e duc de Mantoue et 8e duc de Montferrat

Cependant, Charles est un homme trop dépensier et la situation économique du duché de Mantoue empire. Charles vient en France, en 1654, pour négocier la vente de ses possessions françaises, en l'occurrence le duché de Mayenne qu'il cède au cardinal Mazarin. Cette vente est insuffisante et, en 1659, ce sont les duchés de Nevers et de Rethel qui sont vendus au même acheteur.

Ses nombreuses absences, souvent motivées par des visites à sa maîtresse Marguerite della Rovere résidant à Casal, ont pour conséquence le laisser-aller le plus complet dans la gestion de l'État et ce, malgré l'action de son ministre Ange Taracchia, qui est le bouc émissaire (capro espiatorio) de la dégradation de la condition de l'État et emprisonné. Une crise économique s'empare du duché au point qu'en 1658, l'Empereur Léopold Ier du Saint-Empire déchoit Charles du titre de vicaire impérial pour la cité de Mantoue et de sa charge de généralissime de l'Empire.
Charles II meurt, dans sa 36e année, le 14 août 1665. Il semble avéré qu'il est mort intoxiqué par une des potions aphrodisiaques qu'il utilisait pour augmenter sa vigueur. Il laisse le trône à son fils Charles-Ferdinand âgé de 13 ans sous la régence de la duchesse Isabelle-Claire.

## Sources partielles
- Albert Grosse-Duperon et E. Gouvrion, L'Abbaye de Fontaine-Daniel : Étude historique, et le Cartulaire de Fontaine-Daniel, Mayenne, Poiner-Béalu, 1890, 2 vol. in-8 (lire en ligne).